# Gouvernement Sorsa IV
République de Finlande
Sorsa III Holkeri
Le gouvernement Sorsa IV (en finnois : Sorsan IV hallitus, en suédois : Regeringen Sorsa IV) est le soixante-troisième gouvernement de la République de Finlande, entre le 6 mai 1983 et le 30 avril 1987, durant la vingt-neuvième législature de la Diète nationale.

## Coalition et historique
Il est dirigé par le Premier ministre social-démocrate Kalevi Sorsa.

## Composition

### Initiale (6 mai 1983)
| Fonction                                               | Titulaire | Titulaire          | Parti |
| ------------------------------------------------------ | --------- | ------------------ | ----- |
| Premier ministre                                       |           | Kalevi Sorsa       | SDP   |
| Vice-Premier ministre Ministre des Affaires étrangères |           | Paavo Väyrynen     | Kesk  |
| Ministre du Commerce extérieur                         |           | Jermu Laine        | SDP   |
| Ministre de la Justice                                 |           | Christoffer Taxell | SFP   |
| Ministre de l'Intérieur                                |           | Matti Ahde         | SDP   |
| Ministre de la Défense                                 |           | Veikko Pihlajamäki | Kesk  |
| Ministre des Finances                                  |           | Ahti Pekkala       | Kesk  |
| Ministre de l'Éducation                                |           | Kaarina Suonio     | SDP   |
| Ministre de la Science et de la Culture                |           | Gustav Björkstrand | SFP   |
| Ministre de l'Agriculture et des Forêts                |           | Toivo Yläjärvi     | Kesk  |
| Ministre des Transports                                |           | Matti Puhakka      | SDP   |
| Ministre du Commerce et de l'Industrie                 |           | Seppo Lindblom     | SDP   |
| Ministre des Affaires sociales et de la Santé          |           | Eeva Kuuskoski     | Kesk  |
| Ministre des Services sanitaires et sociaux            |           | Vappu Taipale      | SDP   |
| Ministre du Travail                                    |           | Urpo Leppänen      | SMP   |
| Ministre délégué au ministère des Finances             |           | Pekka Vennamo      | SMP   |

### Remaniement du1eroctobre 1983
- Les nouveaux ministres sont indiqués en gras, ceux ayant changé d'attributions en italique.

| Fonction                                               | Titulaire | Titulaire          | Parti |
| ------------------------------------------------------ | --------- | ------------------ | ----- |
| Premier ministre                                       |           | Kalevi Sorsa       | SDP   |
| Vice-Premier ministre Ministre des Affaires étrangères |           | Paavo Väyrynen     | Kesk  |
| Ministre du Commerce extérieur                         |           | Jermu Laine        | SDP   |
| Ministre de la Justice                                 |           | Christoffer Taxell | SFP   |
| Ministre de l'Intérieur                                |           | Matti Luttinen     | SDP   |
| Ministre de la Défense                                 |           | Veikko Pihlajamäki | Kesk  |
| Ministre des Finances                                  |           | Ahti Pekkala       | Kesk  |
| Ministre de l'Éducation                                |           | Kaarina Suonio     | SDP   |
| Ministre de la Science et de la Culture                |           | Gustav Björkstrand | SFP   |
| Ministre de l'Agriculture et des Forêts                |           | Toivo Yläjärvi     | Kesk  |
| Ministre des Transports                                |           | Matti Puhakka      | SDP   |
| Ministre du Commerce et de l'Industrie                 |           | Seppo Lindblom     | SDP   |
| Ministre des Affaires sociales et de la Santé          |           | Eeva Kuuskoski     | Kesk  |
| Ministre des Services sanitaires et sociaux            |           | Vappu Taipale      | SDP   |
| Ministre du Travail                                    |           | Urpo Leppänen      | SMP   |
| Ministre de l'Environnement                            |           | Matti Ahde         | SDP   |
| Ministre délégué au ministère des Finances             |           | Pekka Vennamo      | SMP   |

### Remaniement du1erdécembre 1984
- Les nouveaux ministres sont indiqués en gras, ceux ayant changé d'attributions en italique.

| Fonction                                               | Titulaire | Titulaire                                            | Parti |
| ------------------------------------------------------ | --------- | ---------------------------------------------------- | ----- |
| Premier ministre                                       |           | Kalevi Sorsa                                         | SDP   |
| Vice-Premier ministre Ministre des Affaires étrangères |           | Paavo Väyrynen                                       | Kesk  |
| Ministre du Commerce extérieur                         |           | Jermu Laine                                          | SDP   |
| Ministre de la Justice                                 |           | Christoffer Taxell                                   | SFP   |
| Ministre de l'Intérieur                                |           | Kaisa Raatikainen                                    | SDP   |
| Ministre de la Défense                                 |           | Veikko Pihlajamäki                                   | Kesk  |
| Ministre des Finances                                  |           | Ahti Pekkala (jusqu'au 31/01/1986) Esko Ollila       | Kesk  |
| Ministre de l'Éducation                                |           | Kaarina Suonio (jusqu'au 31/05/1986) Pirjo Ala-Kapee | SDP   |
| Ministre de la Science et de la Culture                |           | Gustav Björkstrand                                   | SFP   |
| Ministre de l'Agriculture et des Forêts                |           | Toivo Yläjärvi                                       | Kesk  |
| Ministre des Transports                                |           | Matti Luttinen                                       | SDP   |
| Ministre du Commerce et de l'Industrie                 |           | Seppo Lindblom                                       | SDP   |
| Ministre des Affaires sociales et de la Santé          |           | Eeva Kuuskoski                                       | Kesk  |
| Ministre des Services sanitaires et sociaux            |           | Matti Puhakka                                        | SDP   |
| Ministre du Travail                                    |           | Urpo Leppänen                                        | SMP   |
| Ministre de l'Environnement                            |           | Matti Ahde                                           | SDP   |
| Ministre délégué au ministère des Finances             |           | Pekka Vennamo                                        | SMP   |